# Liman du Dniestr

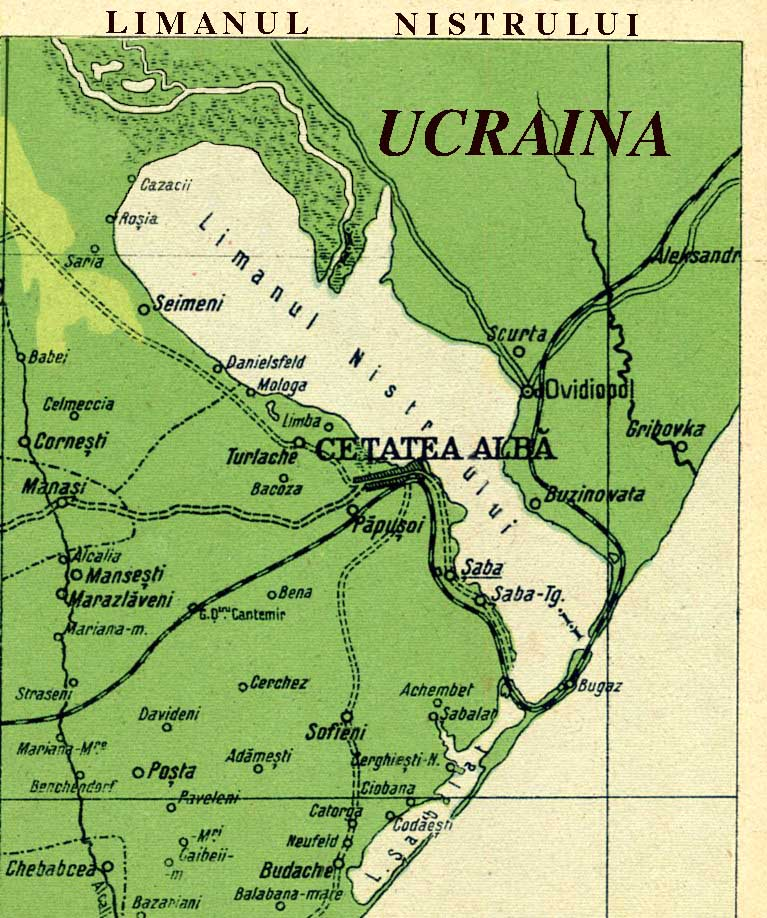
Carte de 1927 du liman du Dniestr.

Le liman du Dniestr (ukrainien : Дністровський лиман/Dnistrovskyï liman, roumain : limanul Nistrului) est un liman par l'intermédiaire duquel le fleuve Dniestr se jette dans la mer Noire à travers la passe du Dniestr. Variant entre 360 et 408 km2 de superficie, pour une longueur de 42,5 km, une largeur de 12 km, une profondeur de 1,80 m à 2,70 m, il est situé au sud-ouest de l'Ukraine, dans l'oblast d'Odessa.
Le liman du Dniestr constitue une barrière naturelle entre la région ukrainienne du Boudjak et le reste du pays, puisqu'elle est reliée au nord-ouest par un territoire coincé entre les rives et la frontière moldave qui ne dépasse pas les 2 km de large.
La ville de Bilhorod-Dnistrovskyï, qui, avec sa citadelle, est l'ancienne escale grecque de Tyras, byzantine de Mavrokastron et génoise de Montecastro, s'élève sur sa rive ouest ; la ville d'Ovidiopol (dont le nom évoque le poète romain Ovide) est sur la rive est. Chabo, ancienne colonie suisse vaudoise, est située à proximité. Le littoral est formé au sud par la côte sablonneuse de la petite commune balnéaire de Zatoka, au bord de la mer Noire, qui avec son pont-levis est un point de passage entre le Boudjak vers Odessa et le reste de l'Ukraine. 
La zone est protégée par la convention de Ramsar. Cette région a été roumaine de 1856 à 1878, de 1918 à 1940, puis occupée par les forces roumaines alliées au Troisième Reich de 1941 à 1944, avant d'être intégrée à l'URSS.